# 자라 엥겔스
자라 엥겔스(Sarah Engels, 1992년 10월 15일 ~ )는 독일의 가수이다. 경연 프로그램 독일은 슈퍼스타를 찾습니다 시즌 8 참가자이다.

## 음반 목록
- Heartbeat (2011)
- Dream Team (2013)
- Teil von mir  (2016)
- Zurück zu mir (2018)